# 西村歩乃果
西村 歩乃果（にしむら ほのか、1995年1月28日 - ）は、日本のタレント、アイドル、YouTuber、グラビアアイドルであり、ラストアイドルのLove Cocchi（2017年 - 2022年）の元リーダー。スターレイプロダクション所属。

## 略歴

### ラストアイドル
元々は美容師やヘアメイクとして裏方で働いていたが、ライブツアーに帯同していた時に「かわいいから表に出たほうがいい。」と何度か声をかけられた。最初は冗談だと思って断っていたが、たまたま観たアイドルオーディション番組『ラストアイドル』で挑戦者を募集している事を知り、自分がどこまで通用するのか知りたいと思い応募を行った。2017年10月22日放送の同番組で、立ち位置2番の吉崎綾に挑戦した。西村は乃木坂46の『ガールズルール』を歌い、吉崎は小泉今日子の『なんてったってアイドル』を披露、審査員宇野常寛のジャッジは吉崎に上がり西村は敗退した。なお、この西村のバトルは尺の都合でダイジェスト扱いだった。

### デビュー
同番組で敗退した挑戦者を募集し結成されたセカンドユニットLove Cocchiに加入し、アイドルデビューを果たした。メンバーは山本愛梨、中村守里、大森莉緒、石川夏海と西村の5人で、西村がリーダーとなった。加入に際し西村は、加入の打診が有った際に挑戦で満足したことや、ヘアメイクを辞めたくないとの想いから初めは「やりません。」と回答した。しかし同番組の放送を観た視聴者からセカンドユニット加入希望の声が多く届き、「必要としてくれる人がいるなら今しかできないことをやろう!」と考え直し加入を決意。また西村が付いていたスタイリストからは「ヘアメイクはいつになってもできる。」と言われたという。また所属してた美容室の先輩からは「明日から来なくていいよ。」との後押しがあったと自身のYouTubeの動画で語っている。またデビュー後はヘアメイクの仕事を辞めてアイドルの道に進むと抱負を語った。その後TikTokの動画が注目を集め、グラビアにも進出を果たした(後述)。

## 人物
神奈川県出身。水瓶座、血液型はA型。愛称は「ほのぴぃ」。学生時代は6年間ソフトテニス部。文化祭で友人のヘアアレンジをしたことで美容師に興味が湧き、美容専門学校で2年間勉強した後に美容師免許を取得した。
六本木の美容室で2年ほど働いた後に夢であったヘアメイクに転向し、様々なアーティストを担当した。表舞台に立つようになり、社会人経験は重要だったと述べている。
音楽とオシャレと動物が好き。
趣味は音楽鑑賞、カラオケ、ピアノの弾き語り、ゲーム・マンガ、ソフトテニス、卓球。
特技はヘアメイク、SNS（TikTok・Instagram・Twitter・アメブロ)

### TikTok
2017年の年末頃からTikTokに配信した動画がバズり、2018年には可愛すぎる、美しすぎるヘアメイクなどとメディアの注目も集めた。ユーザーローカルが行った2018年9月19日時点の国内TikTok人気ランキング調査結果ではフォロワー数54万人で総合第9位に入る。
Instagramでは2022年2月時点で25.4万人。

### グラビア
デビュー後はグラビアアイドルとしても活動し、2018年7月13日発売の『Platinum FLASH』vol.5、8月9日発売の『週刊ヤングジャンプ』36＆37合併号などのグラビアで水着姿を披露した。9月11日発売の『FLASH』で初登場にして表紙に抜擢され、ビキニ姿を披露した。同誌ではTikTok風ダンスの連続カットや、インタビューで自身のTikTok動画ベスト3を紹介している。2019年には石川夏海と Love Cocchiお姉さんコンビ として週刊プレイボーイに登場した。

## 出演

### テレビ
- ラストアイドル #11（2017年10月22日、テレビ朝日）[11]  - 挑戦者[注 1]
- 国民1万人がガチで投票!アイス総選挙2018（2018年7月8日、テレビ朝日）[20] - ゲスト
- ラスアイ ヤンマガ選抜☆ベストショットTV（2020年9月5日、テレ朝チャンネル1）[21]
- ロンドンハーツ （2020年10月8日[22]・2022年5月3日、テレビ朝日）
- アプリ学院！（2021年10月5日 - 2022年7月19日、BS11）
- e-elements GAMING HOUSE SQUAD（2022年12月13日 - 、TOKYO MX・アニマックス） - MC[注 2]

### 動画配信
- DHCキレイを磨く!エクストリームBeauty（2018年10月10日、DHCテレビ）[23] - ゲスト
- 矢口真里の火曜The NIGHT（2019年4月17日[24]、AbemaTV）
- UDAGAWA BASEオープン特番（2019年4月17日、AbemaTV）[25]
- WINTICKET ミッドナイト競輪（2019年5月 - 、AbemaTV）[26]
- 男女7人波物語 ―恋愛も、競走だー（2020年3月8日、AbemaTV）[27]
- ABEMA BOATRACE TOWN『クロちゃんのボート女子育成計画』（2020年 ‐ 2021年、ABEMA）[28]
- ABEMA BOATRACE TOWN 異世代アイドルバトル!波乗りキングダム（2020年7月11日、ABEMA）[29]
- ABEMA BOATRACE TOWN『アイドルグランプリ』（2020年12月16日、ABEMA）[30]
- モデルプレスカウントダウン（2021年11月26日 - 2023年3月28日、ABEMA）- MC
- オオカミちゃんには騙されない（2023年6月11日 - 2023年8月20日、Netflix）[31]
- ABEMA BOATRACE SPACE『波乗り全速!ブレインターン!!!!!!』（2023年4月8日 ‐ 2024年3月30日、ABEMA）- MC
- あなたのことが死ぬほど嫌いです（2025年4月28日、BUMP・DramaBox・FANY: D）[32]

### ラジオ
- 島津真太郎の週末ゲームCAMP（2021年4月3日 - 、InterFM897）

### CM
- エースコック「スーパーカップMAX」転校生「笑福亭鶴瓶」編、ウェブコマーシャル100の衝撃編（2018年）[33]
- SBIネオモバイル証券「ネオモバ始まるよ」編（2019年）[34]
- Cave Shooter（EYOUGAME株式会社）（2021年）